# Besedy lidu
Besedy lidu byly zábavný obrázkový časopis, zaměřený na nejširší okruh hlavně lidových čtenářů. Vycházely v letech 1892-1921 jako čtrnáctideník. Šéfredaktory časopisu byli Augustin Eugen Mužík (1892-1908), Karel Vika (1908-1915) a Jakub Loukota (1915-1921). Obsah čísel byl tvořen literárními texty (básně, povídky, romány na pokračování, překlady), zábavnými a poučnými články, portréty známých osobností či reprodukcemi výtvarných děl.

## Zaměření časopisu
V rámci Ottova nakladatelství představoval časopis protějšek k časopisu Zlatá Praha, která se svou reprezentativní úpravou a především svou beletristickou složkou orientovala na vzdělanější, literárně vyspělejší čtenáře. Besedy lidu oproti tomu měly výrazně skromnější úpravu a zejména v domácí beletristické části přetiskoval časopis až na výjimky spíše příspěvky méně významných autorů. Díky tomu, že se okolo časopisu podařilo soustředit překladatele ze všech předních světových jazyků, dokázal naopak předkládat čtenářům bohatý výběr světové literatury. Časopis zanikl v roce 1921 pro „nejvýš neutěšené poměry výrobní, zejména drahotu papíru a tisku“.